# Hans Urs von Balthasar
Hans Urs von Balthasar (Lucerna, 12 agosto 1905 – Basilea, 26 giugno 1988) è stato un presbitero e teologo svizzero.

## Biografia
Nasce nel 1905 da una famiglia profondamente cattolica, e compie i suoi primi studi presso i benedettini e i gesuiti. Dal 1923 studia germanistica e filosofia a Zurigo, Berlino e Vienna, laureandosi nel 1928 a Zurigo con una tesi sulla storia del problema escatologico nella letteratura tedesca moderna.
Ancora nel corso degli studi, nel 1927, si ritira per un periodo di ricerca spirituale a Basilea. Il 31 ottobre 1929, anno della morte della madre Gabrielle Pietzcker, entra quale novizio nella Compagnia di Gesù a Feldkirch. Dopo il noviziato è trasferito a Pullach. Dal 1932 al 1936 studia teologia a Lione-Fourvière.
Ordinato presbitero a Monaco di Baviera nel 1936, dal 1937 al 1939 è redattore della rivista dell'ordine Stimmen der Zeit. Dopo avere rifiutato un posto alla Pontificia Università Gregoriana di Roma, dal 1940 si occupa della pastorale giovanile e accademica a Basilea. Qui si dedica all'attività di conferenziere. A questo periodo risale l'amicizia con il teologo protestante Karl Barth, con il quale condivide la passione per Mozart.
L'8 dicembre 1944 fonda con la mistica Adrienne von Speyr, della quale è confessore e direttore spirituale, un istituto secolare: la Comunità di San Giovanni. In seguito opera a Zurigo e Basilea quale scrittore e animatore della casa editrice Johannes Verlag di Einsiedeln. Ma a partire da questo momento le difficoltà si acuiscono: muore il padre e la zia Jeanne Pietzcker, sua madrina, è gravemente ammalata, così come il suo mentore Erich Przywara. Inoltre, Adrienne von Speyr persegue una visione teologica che la Chiesa della fine degli anni quaranta rifiuta di riconoscere. Nel 1956 von Balthasar deve addirittura lasciare l'ordine dei gesuiti proprio perché non gli si permette di seguire le attività della comunità da lui fondata; entra così nel presbiterio della diocesi di Coira. Pubblicò oltre sessanta opere dettategli da Adryenne, oltre a quelle postume, con l'approvazione di Giovanni Paolo II.
Egli si ritrova senza lavoro e senza mezzi. La Congregazione per l'educazione cattolica gli vieta l'insegnamento negli Istituti e nelle Università cattoliche. Riesce a vivere tenendo conferenze e la sua teologia trova un numero crescente di allievi. Con il tempo anche la Chiesa ufficiale lo riabilita e, sebbene non invitato al Concilio Vaticano II, riceve il Premio Paolo VI per la teologia. Nel 1988 viene annunciata da papa Giovanni Paolo II la sua nomina a cardinale per meriti teologici, ma egli non fa in tempo a ricevere la berretta: muore due giorni prima del concistoro del 28 giugno. Viene sepolto nella Hofkirche di Lucerna, in Svizzera.

## Profilo
Von Balthasar è considerato uno dei precursori del Concilio Vaticano II, al quale non fu tuttavia invitato, unico fra i grandi teologi mitteleuropei. Ha prodotto una vasta opera teologica, che può essere considerata tra le più influenti del XX secolo e ha poi trovato molti interpreti nella ricerca teologica contemporanea.
La sua teologia fu influenzata dai contatti con i gesuiti, filosofi e teologi, come Erich Przywara, Jean Daniélou e Henri-Marie de Lubac, il suo maestro che amava definirlo come "il teologo più colto del XX secolo" e che lo introdusse alla lettura di Origene. Con la sua attività di conferenziere e le sue numerose pubblicazioni ha contribuito a un rinnovato interesse per la patristica, mettendola nuovamente a disposizione della teologia e della fede cristiana. Von Balthasar è considerato tra i maggiori teologi cattolici del Novecento, assieme a Karl Rahner (di cui scrisse Teologia di Karl Rahner), Henri-Marie de Lubac, Romano Guardini, Joseph Ratzinger e altri.

## L’opera
Von Balthasar ha prodotto un'opera teologica vasta e importante che, prendendo le mosse dai suoi studi di germanistica e letteratura, è approdata nel corso dei decenni ad una sintesi potente e sempre più valorizzata nella vita della Chiesa, sebbene alcune sue specifiche ipotesi teologiche abbiano suscitato vivaci polemiche. Una teologia originale e innovativa, pur saldamente ancorata alla tradizione, considerevolmente diversa nell'impostazione di fondo dalla teologia di Karl Rahner. I suoi libri sono stati tradotti varie volte in italiano e sono tuttora in gran parte disponibili.

### La Trilogia
La monumentale trilogia, che è l'opera più importante di Von Balthasar, affronta la Rivelazione di Dio secondo i tre «trascendentali» della tradizione filosofica: il bello (pulchrum), il buono (bonum) e il vero (verum) inerenti all'essere in quanto tale. Il trittico si articola in 15 volumi (più un Epilogo):
- Gloria. Un'estetica teologica, 7 voll. (1961-1969). Comprende: "La percezione della forma", "Stili ecclesiastici", "Stili laicali", "Nello Spazio della Metafisica: l'antichità", "Nello Spazio della Metafisica: l'epoca moderna", "Antico patto", "Nuovo patto".
- Teodrammatica, 5 voll. (1973-1983). Comprende: "Introduzione al dramma", "Le persone del dramma: L'uomo in Dio", "Le persone del dramma: L'uomo in Cristo", "L'azione", "Ultimo atto".
- Teologica, 3 voll. (1985-1987). Comprende: "Verità del mondo" (prima stesura 1947), "Verità di Dio", "Lo Spirito della Verità", e un volume di "Epilogo".

### Altre opere[5]
- Lo sviluppo dell'idea musicale. Verso una sintesi musicale (1925).
- Storia del problema escatologico nella moderna letteratura tedesca (1930).
- Apocalisse dell'anima tedesca (1937–1939).
- Liturgia cosmica. Massimo il Confessore (1941).
- Le centurie gnostiche di Massimo il Confessore (1941).
- Presenza e pensiero. Saggio sulla filosofia religiosa di Gregorio di Nissa (1942).
- Il chicco di grano. Aforismi (1944).
- Il cuore del mondo (1945).
- Verità (1947).
- Il laico e la vita consacrata (1948).
- Teologia della storia. Un abbozzo (1950).
- Teresa di Lisieux. Storia di una missione (1950).
- La teologia di Karl Barth (1951).
- Il cristiano e l'angoscia (1951).
- Abbattere i bastioni (1952).
- Suor Elisabetta della Trinità e il suo messaggio spirituale (1952).
- Reinhold Schneider. Il suo cammino e la sua opera (1953).
- Tommaso ed i carismi (1954).
- Georges Bernanos (1954).
- La preghiera contemplativa (1955).
- Le lettere ai Tessalonicesi di San Paolo dischiuse alla preghiera contemplativa. Le lettere pastorali di San Paolo dischiuse alla preghiera contemplativa (1955).
- La domanda di Dio dell'uomo contemporaneo (1956).
- Parola e mistero in Origene (1957). (La prima pubblicazione dei due saggi componenti l'opera risale al 1936-37)
- Dialogo solitario. Martin Buber e il cristianesimo (1958).
- Verbum caro. Saggi teologici I (1960).
- Sponsa Verbi. Saggi teologici II (1961).
- Solo l'amore è credibile (1963).
- Il tutto nel frammento. Aspetti di teologia della storia (1963). Approfondimento e rimaneggiamento dell'opera del 1950.
- La via della croce (1964).
- Chi è il cristiano? (1965), ed. it. Queriniana, Brescia 1966, 19848.
- Anzitutto il Regno di Dio. Due saggi sulla parusia biblica (1966).
- Cordula ovverosia il caso serio (1966), Queriniana, Brescia 1968; nuova ed., 2016.
- Spiritus creator. Saggi teologici III (1967).
- Primo sguardo su Adrienne von Speyr (1968).
- Mysterium Paschale. Teologia dei tre giorni (1969), ed. it. Queriniana, Brescia 1990, 20149, suo importante contributo per la dogmatica collettiva "Mysterium Salutis"
- Con occhi semplici. Verso una nuova coscienza cristiana (1969).
- Romano Guardini. Riforma dalle origini (1970).
- Punti fermi (1971).
- Perché sono ancora cristiano? Perché sono ancora nella Chiesa? (1971, con Joseph Ratzinger).
- Seguire Cristo oggi (1971, con Barbara Albrecht).
- L'impegno del cristiano nel mondo (1971).
- La verità è sinfonica. Aspetti del pluralismo cristiano (1972).
- Il complesso antiromano. Come integrare il papato nella Chiesa universale? (1974), ed. it. Queriniana, Brescia 1974.
- Lo Spirito e l'istituzione. Saggi teologici IV (1974).
- Questioni fondamentali della mistica (1974, con W. Beierwaltes, A.M. Haas).
- Cattolico (1975).
- Prospettive di morale cristiana. Sul problema del contenuto e del fondamento dell'ethos cristiano (1975, con J. Ratzinger e H. Schurmann).
- Il padre Henri De Lubac. La tradizione fonte di rinnovamento (1976).
- Il Rosario. La salvezza del mondo nella preghiera mariana (1977).
- Gli stati di vita del cristiano (1977). (La stesura originale dell'opera data al 1945)
- Nuovi punti fermi (1979).
- Il silenzio della Parola. Dürer in cammino con Gerolamo (1979).
- Commento alla Lettera ai sacerdoti di Giovanni Paolo II (1979).
- Maria, Chiesa nascente (1980, con Joseph Ratzinger).
- Piccola guida per i cristiani (1980).
- Gesù ci conosce. Noi conosciamo Gesù? (1980)
- Introduzione a Méditations sur les 22 arcanes majeurs du Tarot (1984) di Valentin Tomberg.
- "Tu coroni l'anno con la tua Grazia". Prediche alla radio sull'anno liturgico (1982).
- La semplicità del cristiano (1983).
- Vita dalla morte. Meditazioni sul mistero pasquale (1984).
- Meditare da cristiani (1984).
- Il nostro compito. Resoconto e progetto (1984).
- Il libro dell'Agnello. Sulla rivelazione di Giovanni (1985).
- Sperare per tutti (1986).
- Homo creatus est. Saggi teologici V (1986).
- Lasciatevi muovere dallo Spirito. Commento all'Enciclica sullo Spirito Santo di Giovanni Paolo II (1986, con Yves Congar).
- Vagliate ogni cosa, trattenete ciò che è buono (1986).
- Maria per noi oggi (1987).
- Maria. Il sì di Dio all'uomo. Introduzione e commento all'Enciclica Redemptoris Mater (1987, con Joseph Ratzinger).
- Luce della Parola. Commento alle letture festive (1987).
- Breve discorso sull'Inferno (1987), ed. it. Queriniana, Brescia 1988, 19933.
- Paolo lotta con la sua comunità. La pastorale delle lettere ai Corinti (1988).
- Se non diventerete come questo bambino (1988).

Opere postume:
- Il Credo. Meditazioni sul Credo Apostolico (1989).
- Via Crucis (1989).
- "Tu hai parole di vita eterna". Meditazioni sulla Scrittura (1989).
- La mia opera (1990).
- Prefazione a Suor Maria della Trinità, Colloquio interiore, 2004.